# Dálnice 2 (Izrael)
Dálnice 2 (hebrejsky כביש 2) se nachází na pobřeží Středozemního moře v Izraeli. Propojuje města Tel Aviv a Haifa. Měří 103 km. Je nejpřetíženější dálnicí Izraele, často jsou zde dopravní zácpy, hlavně mezi městy Tel Aviv a Netanja.

## Stavba
První úsek dálnice byl postaven na začátku 50. let 20. století. Z počátku měla být dálnice jen dvouproudá. V 60. letech se rozšířil úsek mezi Haifou a Chaderou. V roce 1965 se rozšířil zbytek dálnice. Při otevření v roce 1956 to byla první dálnice v Izraeli. Kvůli dlouhému času prací se na některých úsecích zhoršil stav vozovky, proto ně některých místech je omezení na 90 km/h. V 90. letech se úsek Haifa – Chadera rozšířil na 6 pruhů.
V letech 2007–2010 vyrostly v Haifě takzvané Karmelské tunely, víc než 6 kilometrů dlouhý komplex tunelů, které obcházejí centrální pobřežní část města. Dálnice číslo 2 tak byla na svém severním konci do nich zaústěna.